# Heinrich von Reyp
Heinrich von Reyp (* im 14. Jahrhundert; † im 14. Jahrhundert) war Domherr in verschiedenen Bistümern.

## Leben
Heinrich von Reyp entstammte einem märkischen Rittergeschlecht und findet 1361 urkundliche Erwähnung als Domherr zu Paderborn und Münster. Er war vielfach präbendiert, so in St. Mauritz in Münster, Essen, St. Georg in Köln und Xanten. Er blieb bis zum Jahre 1363 im Besitz der Pfründe. Die Quellenlage gibt über seinen weiteren Lebensweg keinen Aufschluss.